# Ridala kirik
Ridala Püha Maarja Magdaleena kirik  är en luthersk kyrka i Ridala kommun i Estland. Dess äldsta delar byggdes under senare halvan av 1200-talet. Predikstolen är från 1636, altarväggen är från 1678.

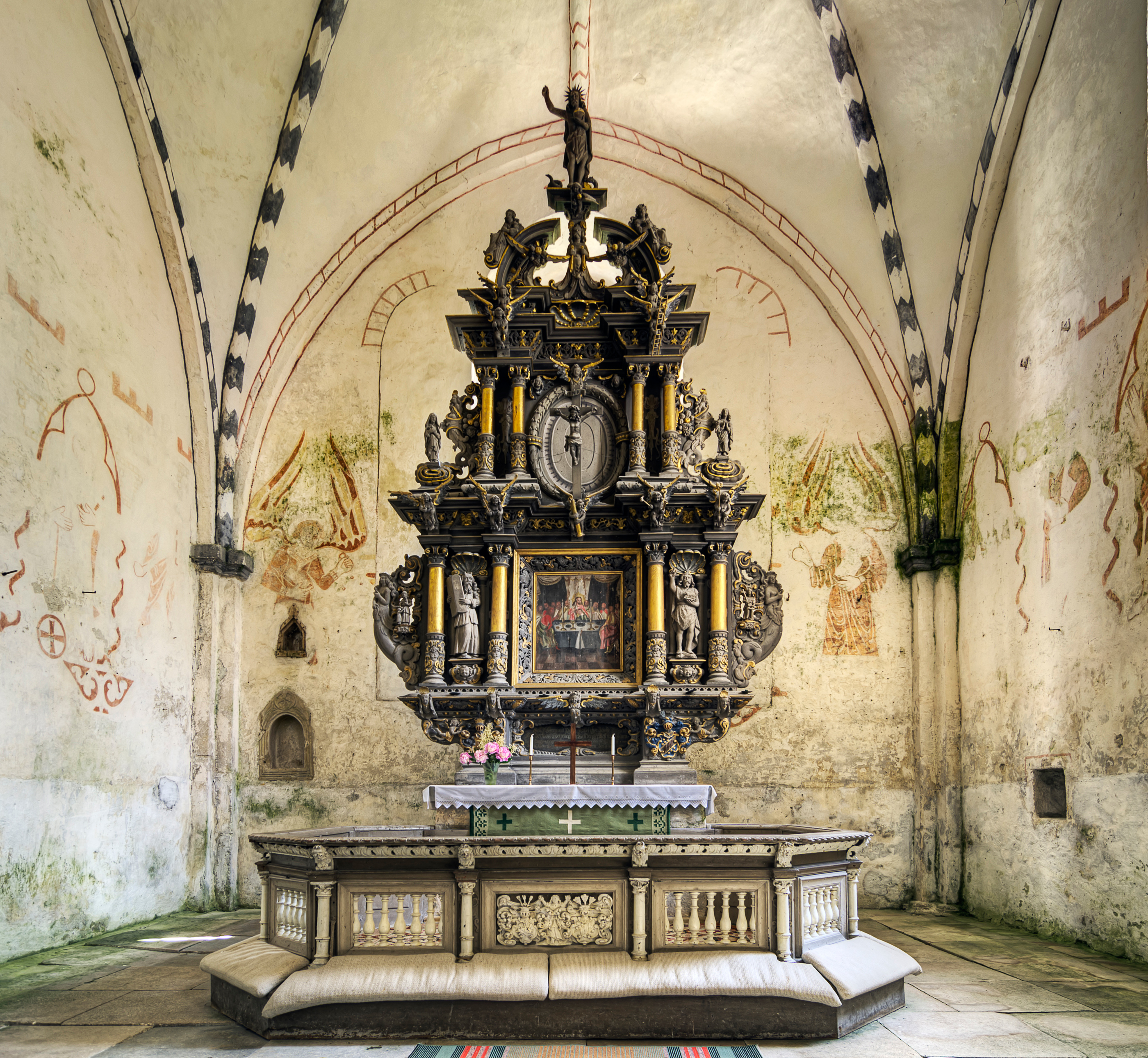
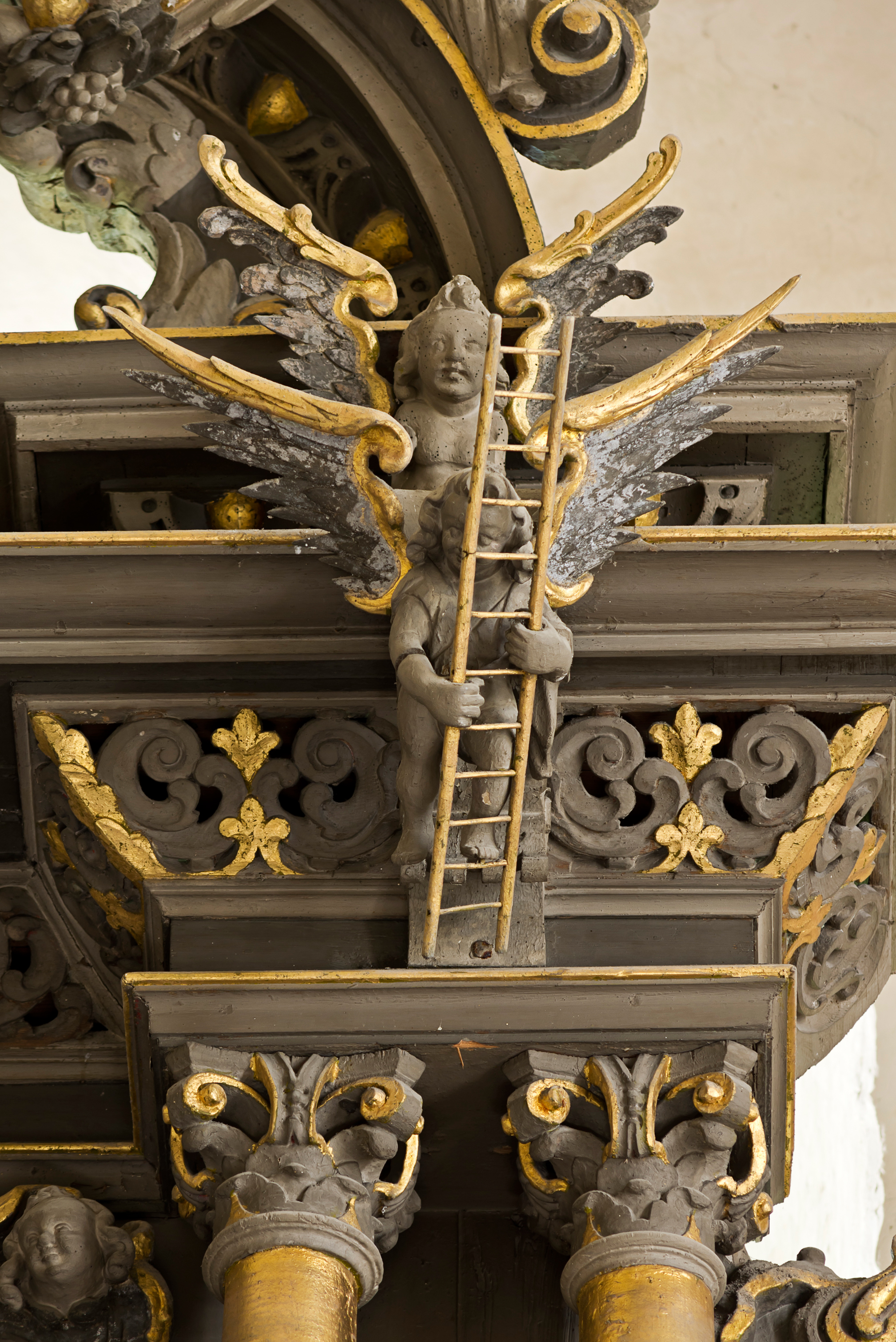
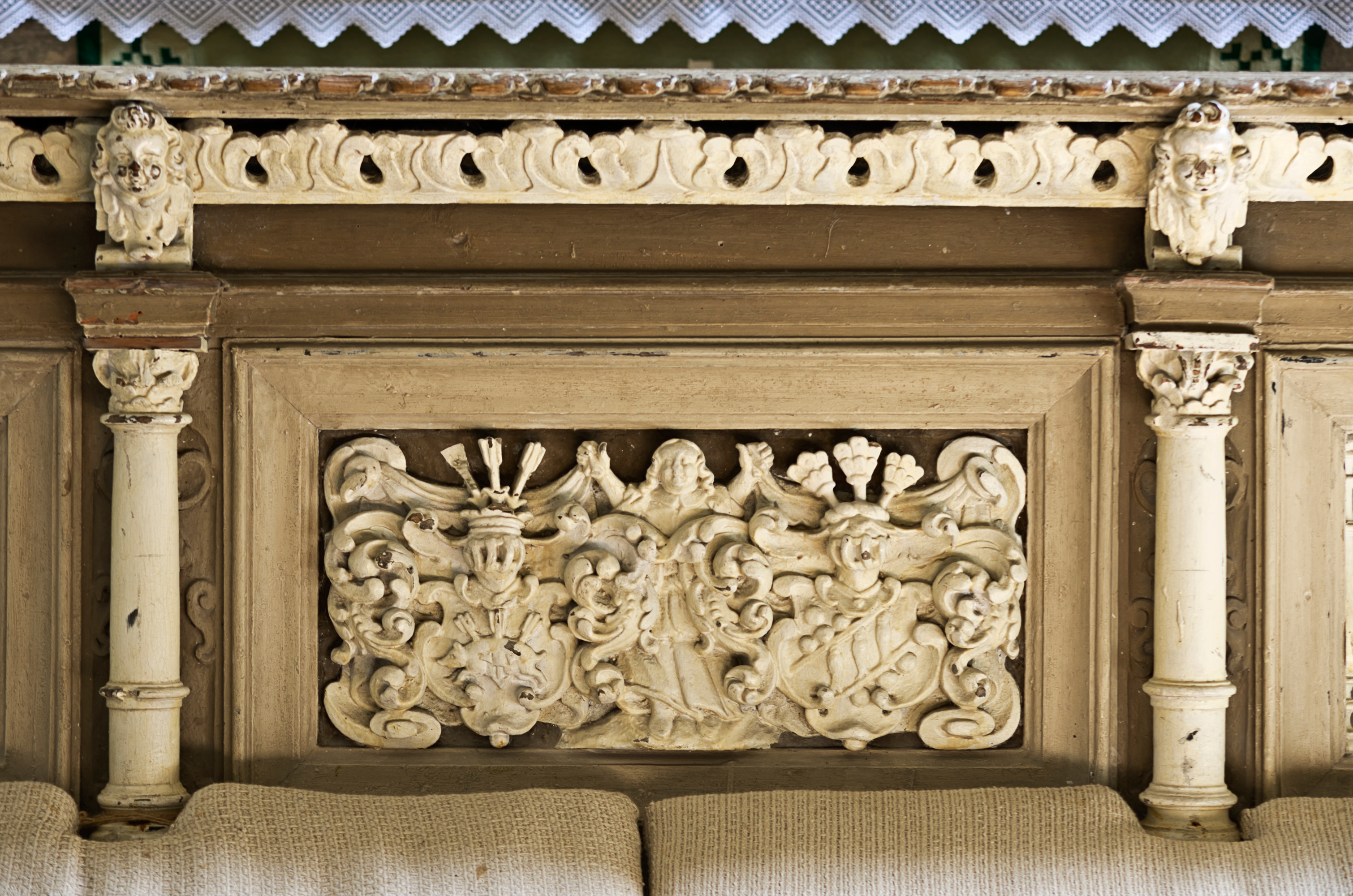
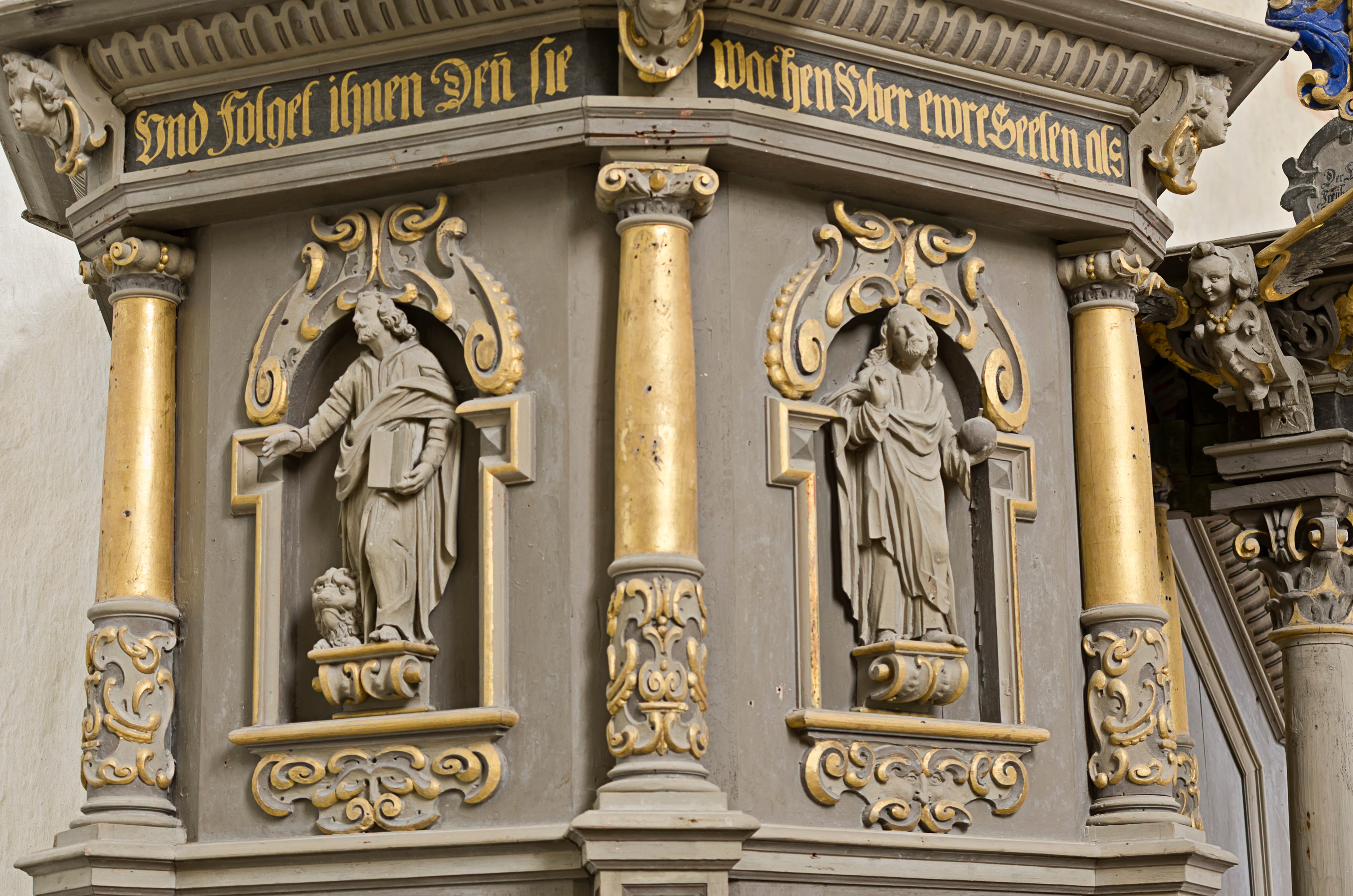
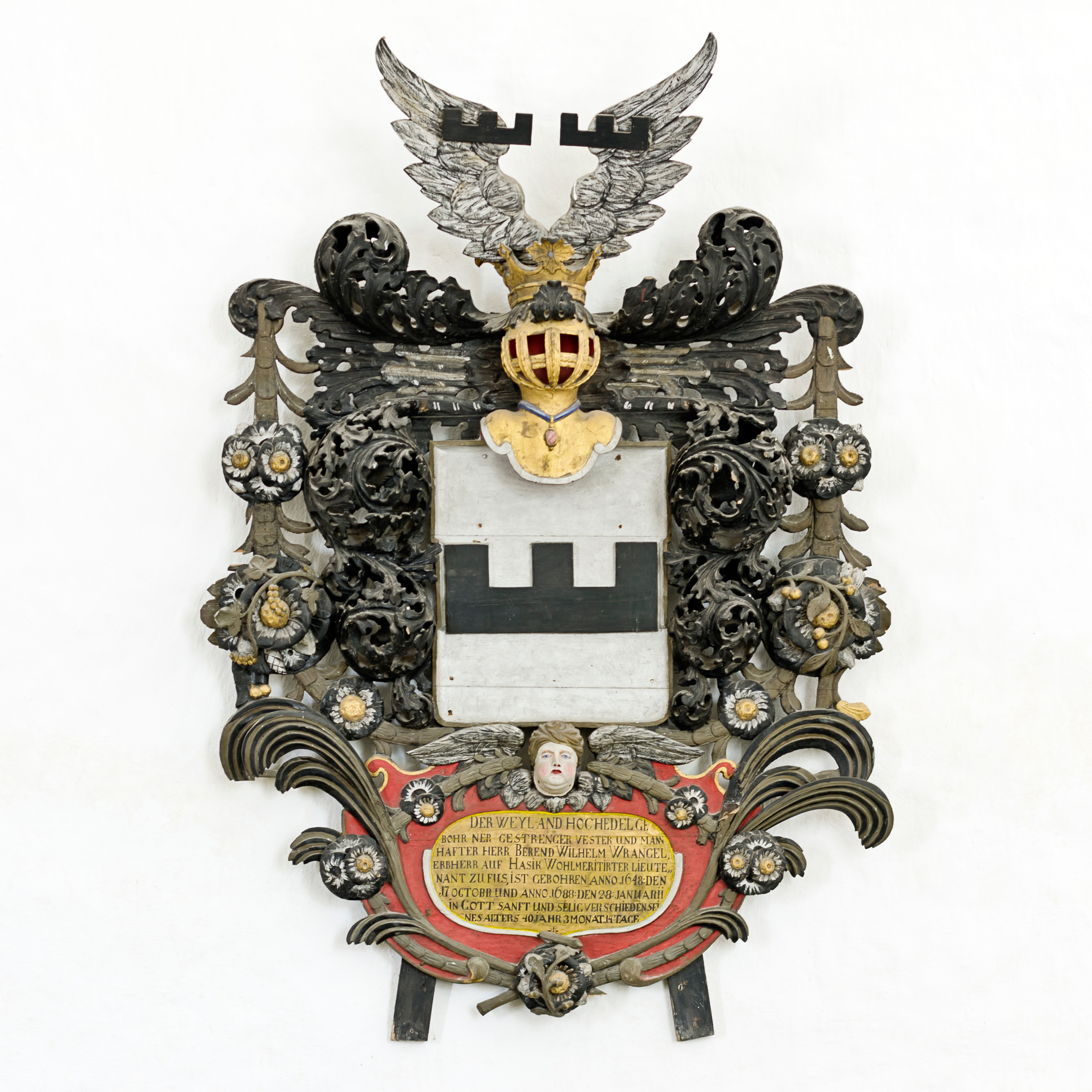
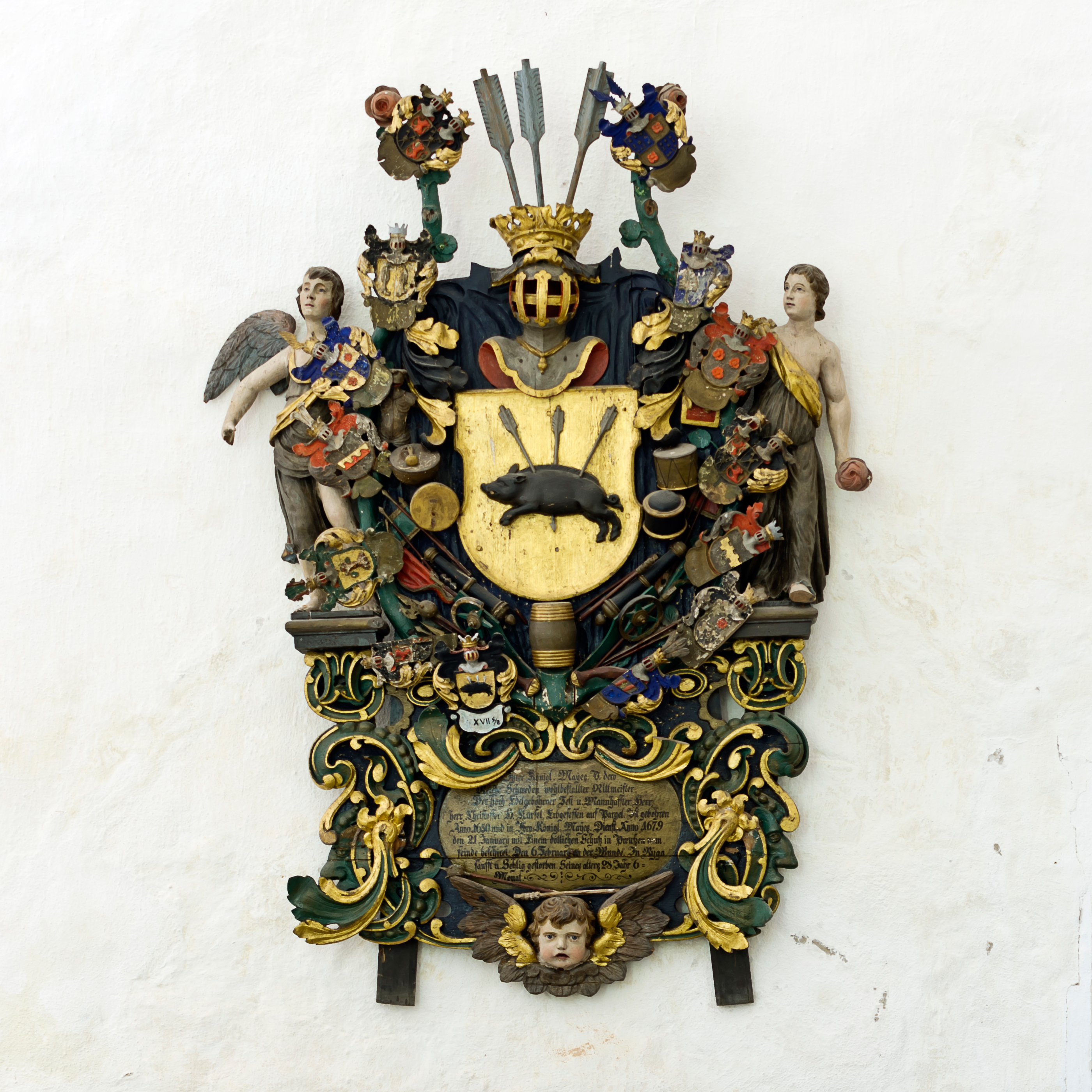